# ジョージ・エイガー (初代カラン男爵)
初代カラン男爵ジョージ・エイガー（英語: George Agar, 1st Baron Callan PC (Ire)、1751年12月4日 – 1815年10月29日）は、アイルランド王国出身の政治家、貴族。

## 生涯
アイルランド庶民院議員ジェームズ・エイガー（James Agar、1769年没）とレベッカ・フラワー（Rebecca Flower、初代キャッスル・ダロー男爵ウィリアム・フラワーの娘）の息子として、1751年12月4日に生まれた。イートン・カレッジで教育を受けた後、1770年4月2日にケンブリッジ大学トリニティ・カレッジに入学した。
1769年8月3日に父がヘンリー・フラッドとの決闘で死亡すると、その遺産を継承した。
1777年から1790年までカラン選挙区の代表としてアイルランド庶民院議員を務め、1789年9月12日にアイルランド枢密院の枢密顧問官に任命された。
1790年6月4日、アイルランド貴族であるキルケニー県におけるカランのカラン男爵に叙された。
1801年の連合王国成立に伴って行われたアイルランド貴族代表議員選挙で当選して貴族院議員になり、以降1815年まで務めた。
1815年10月29日に死去、生涯未婚だったため爵位は廃絶した。